# Francisco Herrera den äldre

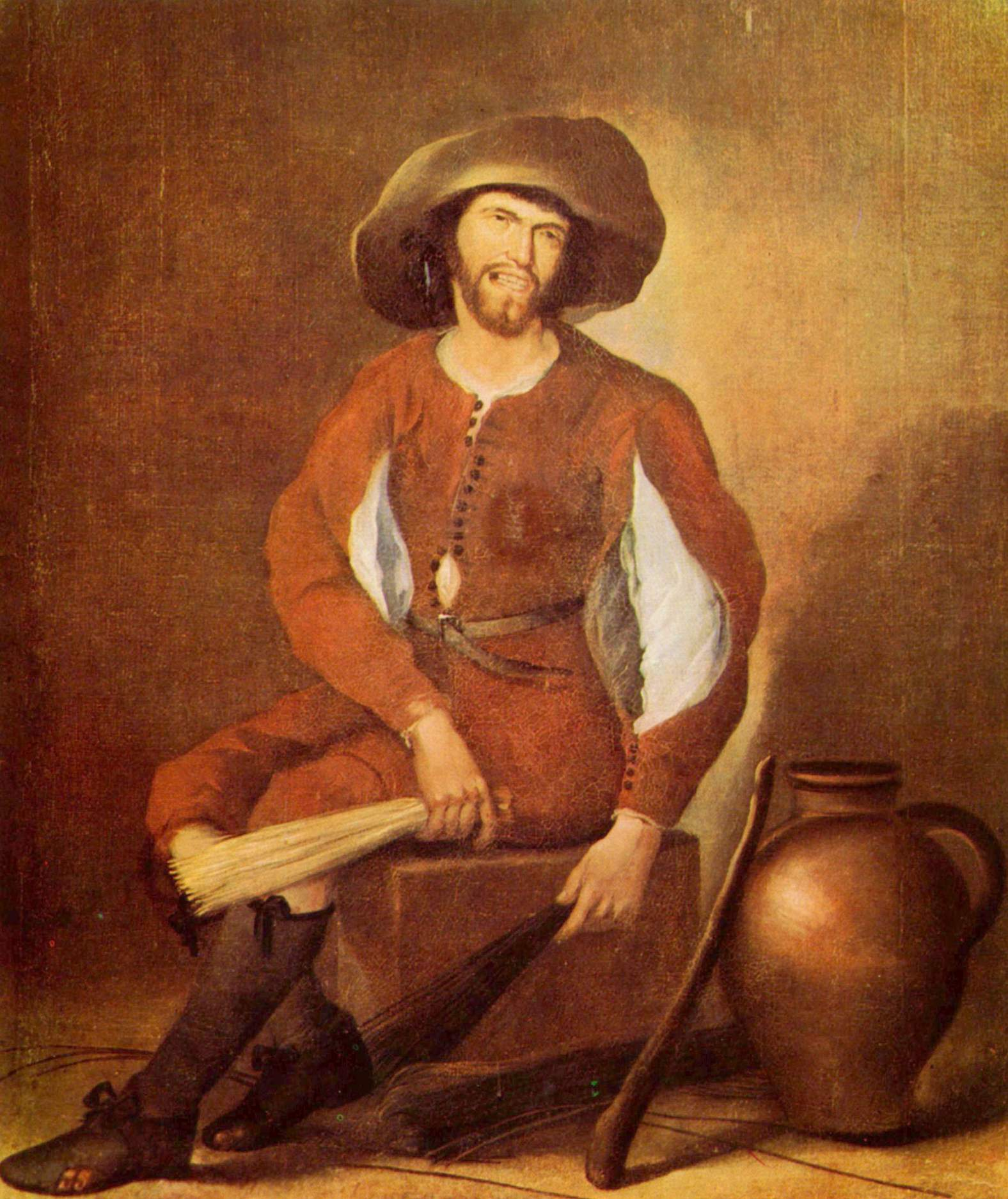
Borstbindare.

Francisco Herrera d.ä., kallad "el Viejo", född cirka 1576 i Sevilla, död 1656 i Madrid, var en spansk målare. Han var far till Francisco Herrera den yngre.
Herrera var verksam i Madrid, även som kopparstickare och medaljör. Han arbetade i en för Spanien ny, frisk, naturalistisk stil med monumental verkan och var även den förste spanjor som i större omfattning ägnade sig åt nakenmåleri. Bland hans huvudverk märks Yttersta domen i San Bernardo, Sevilla och en San Bonaventura-svit i San Bonaventura, Sevilla. Herrera målade även genrebilder med hel- eller halvfigurer. Herrera är representerad vid bland annat Nationalmuseum.